# Erythrodiplax leticia
Erythrodiplax leticia ist eine Libellenart aus der Unterfamilie Sympetrinae. Sie kommt im Nordosten Brasiliens vor. Zurzeit ist nur das Männchen beschrieben.

## Merkmale
Der rote oder rotbraune Hinterleib der Männchen wird zwischen 20 und 24 Millimeter lang. Auf den oberen der orangen Hinterleibsanhängen befindet sich jeweils eine Reihe mit sieben bis neun Zähnchen. Die Genitalien sind auf dem zweiten Hinterleibssegment angesiedelt. Sowohl der Prothorax als auch der Pterothorax sind wie die Beine braun. Die Schenkel des hinteren Beinpaares sind mit 10 bis 14 Dornen besetzt, die zum letzten hin größer werden.
Die Flügel sind bis auf einen gelb-braunen Fleck am Ansatz transparent und schwarz geädert. Im Bereich des Flecks, der auf den Hinterflügeln deutlich größer ist, sind die Adern auf der Oberseite ebenfalls gelb-braun, auf der Unterseite hingegen weiß. Beide Flügelpaare messen in der Länge zwischen 26 und 31 Millimetern. Das vordere Flügelpaar ist mit 6,5 bis 7,2 Millimetern an seiner breitesten Stelle etwas schmaler als das hintere Flügelpaar, welches hier 8,5 bis 10,2 Millimeter misst. Das braun-gelbe Flügelmal misst zwischen 3,1 und 3,7 Millimeter.
Im Gesicht dominieren Rot und Braun. Die Unterlippe ist rot oder braun. Die Oberlippe, der Clypeus sowie der vordere Teil der Stirn sind rot oder bräunlich rot, wobei sich in der Nähe der Augen ein gelblicher Fleck befindet. Der obere Teil der Stirn, der Scheitel und der Hinterkopf sind braun.

## Habitat
Der Großteil der gefundenen Tiere stammt vom Lagoa da Pratinha (Iraquara, Bahia), wo E. leticia häufig in der Ufervegetation vorkommt. Vereinzelt wurden aber auch Exemplare in näherer Umgebung des Sees beobachtet.